# Bunie (obwód miński)
Bunie (biał. Буні; ros. Буни) – wieś na Białorusi, w obwodzie mińskim, w rejonie wołożyńskim, w sielsowiecie Wołożyn, nad Berezyną.
W dwudziestoleciu międzywojennym leżały w Polsce, w województwie nowogródzkim, w powiecie wołożyńskim.